# Hendrik van Zwolle

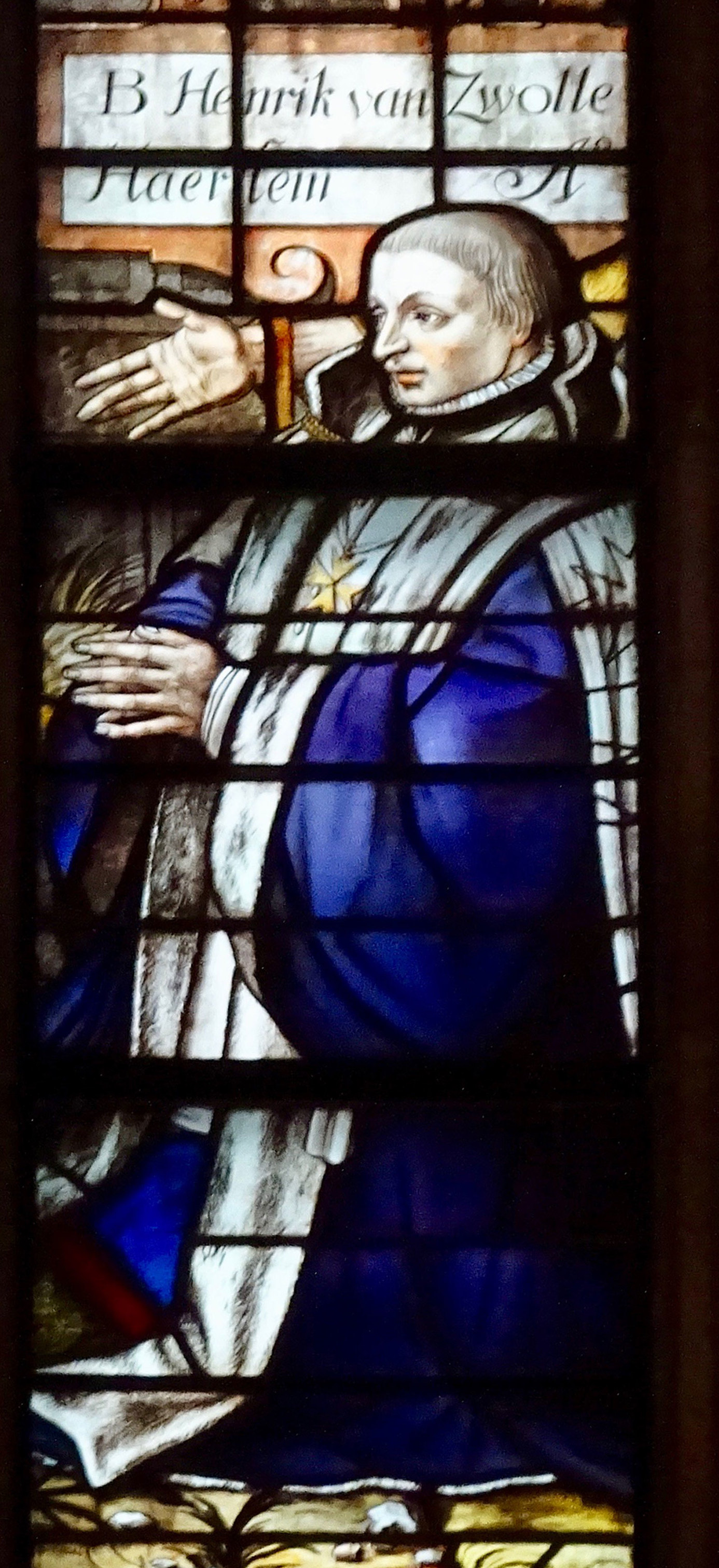
Van Zwolle afgebeeld op één der Goudse glazen

Hendrik van Zwolle, ook Hendrik van Swol (overleden 1574) was commandeur van de Johannieter Orde, de orde van Sint-Jan en tevens van het Sint-Jansklooster in de Noord-Nederlandse stad Haarlem.

## Biografische aantekeningen
Van Zwolle werd in 1542 benoemd tot coadjutor van de Johanniter Orde in Haarlem. Twee jaar later werd hij benoemd tot commandeur. In 1571 legde hij zijn functie als commandeur neer vanwege zijn hoge leeftijd.
Van Zwolle was de opdrachtgever voor het vervaardigen van een reeks portretten van de commandeurs van het Jansklooster. De directe aanleiding om deze reeks te vervaardigen was de vorming van het bisdom Haarlem in 1559. De reeks van 23 portretten bevindt zich in het Frans Hals Museum in Haarlem.
In 1570 schonk hij een van de nieuwe glazen aan de Goudse Sint-Janskerk. Het betreft de voorstelling van de onthoofding van Johannes de Doper. Het glas werd gemaakt en ontworpen door de Haarlemse glazenier Willem Thybaut. Op de onderzijde staat Van Zwolle als schenker van het glas aan de linkerzijde afgebeeld. Rechtsachter hem staat Johannes de Doper wijzend naar het Lam Gods. Onder de knielende Van Zwolle staat zijn motto "Sollicite concupiscam" ("Ik zal zorgvuldig begeren").

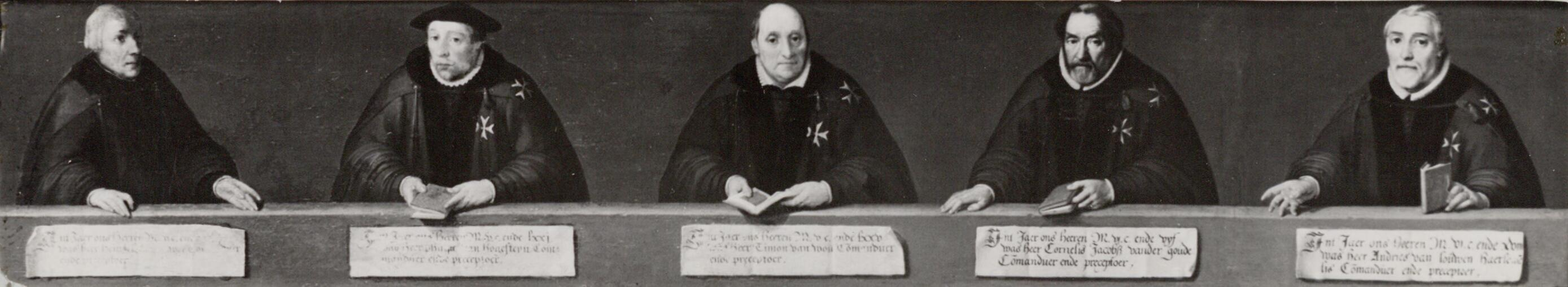
De laatste 5 commandeurs van de orde van St. Jan te Haarlem met uiterst links Van Zwolle